# Gaglianico
Gaglianico est une commune italienne de la province de Biella dans la région Piémont en Italie.

## Histoire
Un lien spécial s'est établi entre la famille d'Amboise et cette commune d'Italie à une époque où l'art de la Renaissance fut importé jusqu'en Normandie. En effet, le cardinal Georges d'Amboise et son neveu Charles II sont à l'origine, en 1510, d'une trace du château de Gaillon dans le même château piémontais : une des deux fresques dont l'arrière-plan a pour cadre le château Renaissance des archevêques de Rouen .

## Administration
| Période                                  | Période | Identité | Étiquette | Qualité |
| ---------------------------------------- | ------- | -------- | --------- | ------- |
|                                          |         |          |           |         |
| Les données manquantes sont à compléter. |         |          |           |         |

### Communes limitrophes
Biella, Candelo, Ponderano, Sandigliano, Verrone

## Jumelages
- Nova Gorica (Slovénie)
- Estella-Lizarra (Espagne)
- Deta (Roumanie)